# Lonnie Mack
Lonnie Mack, vlastním jménem Lonnie McIntosh (18. července 1941, Dearborn County, Indiana, USA – 21. dubna 2016) byl americký rockový a bluesový kytarista.
Jeho kariéra začala v první polovině 50. let, když opustil školu a stal se profesionálním muzikantem. V roce 1962 on a jeho skupina nahrávala hudební podklady pro dívčí trio The Charmaines a na konci si pronajali studio, aby mohli nahrát instrumentální verzi Berryho skladby Memphis Tennessee, pod názvem Memphis. Instrumentálka Memphis se v létě roku 1963 vyšplhala až na 5. místo v žebříčku.

## Vliv
Lonnie Mack je považovaný za jednoho z prvních mistrů elektrické rockové kytary a virtuóze blues-rockového způsobu hry na kytaru. Svou hrou ovlivnil Jimiho Hendrixe, Cream, Jeffa Becka, Stevie Ray Vaughana, The Doors, Franka Zappu a jiné.

## Hudební spolupráce
Mack, krom jiného, hrál i na baskytaru na albu The Doors Morrison Hotel, speciálně ve skladbě Roadhouse Blues. James Brown ho vyzval, aby hrál na jeho nahrávce Kansas City. Je známý tím, že hraje na vzácnou kytaru jedinečného tvaru první generace značky Gibson Flying V.

## Diskografie (Alba)
- The Wham of that Memphis Man! – (1964)
- Glad I'm in the Band – (1969)
- Whatever's Right – (1969)
- For Collectors Only – (1970)
- Morrison Hotel – (pro The Doors, 1970)
- The Hills of Indiana – (1971)
- Home At Last – (1977)
- Lonnie Mack With Pismo – (1978)
- South – (1980)
- Live at Coco's – (1983)
- Strike Like Lightning – (1985)
- Second Sight – (1986)
- Roadhouses and Dance Halls – (1988)
- Attack of the Killer V: Live – (1990)
- Direct Hits and Close Calls (1999; kompilace)